# وسام موران
وسام موران يمنح في العلوم الإحصائية كل سنتين من قبل الأكاديمية الأسترالية للعلوم للاعتراف بالبحوث المتميزة من قبل علماء أستراليون تحت 40 سنة من العمر في مجالات الاحتمال التطبيقي، والقياسات الحيوية، وعلم الوراثة الكمي، والقياس النفسي، والإحصاءات.
تخلد هذه الميدالية ذكرى عمل الراحل باتريك ألفريد موران، لإنجازاته في مجال الاحتمالات.

## روابط خارجية
موقع وسام موران التابع للأكاديمية الأسترالية للعلوم